# اختراق عصبي
الهندسة العصبية وتسمى أيضًا الاختراق العصبي (بالإنجليزية: Neurohacking)‏، هو شكل من أشكال الاختراق الحيوي للدماغ والجهاز العصبي المركزي وبالمعنى الدقيق هو أسلوب تعامل أو تدخل في بناء ووظائف الخلايا العصبية سواء بإصلاحها أو تحسينها.

الهندسة العصبية أو الاختراق العصبي: هو أسلوب تعامل أو تدخل في بناء وظائف الخلايا العصبية سواء بإصلاحها أو تحسينها.

## الأسباب
الصحة النفسية
الهدف الرئيسي للهندسة العصبية هو الصحة النفسية المثالية، إضافة إلى إصلاح العيوب والوقاية مع الأمراض وزيادة الذكاء والقدرة العقلية، فهو يستخدم التكنولوجيا والمعلوماتية بشكل رئيسي من علم الوراثة والتغذية العصبية الراجعة وعلم الأدوية النفسية وعلم النفس البيولوجي والتحليل الوظيفي، ولكن العديد من المعالجين يلجأون إلى التمرين العصبي والمبادئ الغذائية كاستخدام الفيتامينات والمكملات إضافة إلى التأمل و/أو التنويم المغناطيسي الذاتي، ويتجنب وسائل التنشيط العصبي مثل الكافيين والكحول والإضافات الغذائية والسكريات.
الأبحاث الحالية للدكتور هيرمان إبستين وجوزيف ليدوكس واليكس رامونسكي وديفيد باركر تركز على الذكاء الطبيعي وتنميته وطرق زيادته وتحسينه.
استرجاع المعلومات
يستخدم الخيال العلمي الهندسة العصبية كأسلوب لاسترداد المعلومات من الدماغ ولكن حاليا لاتوجد تقنية لهذا التكنيك.
استرجاع المعلومات من الدماغ نوع من حاسوب واجهة الدماغ، وتستخدم عادة لالنقاط التشابك العصبي للخلايا العصبية أو تسجيلها للحصول على المعلومات ويتم ذلك بـالتصوير الرنيني المغناطيسي أو التخطيط الدماغي لدعم مفهوم الاستجابة ،وبالرغم من عدم دقتها إلا أنه يمكن يمكن استخدامها لتصوير الأعصاب يوما ما.
على سبيل المثال: تتطلب الهندسة العصبية أن يتم الكشف عن حالة الخلايا العصبية الفردية (عند قياس 1 مايكرو متر تقريبا) في حين يعمل التخطيط المغناطيسي على تصويرالخلايا العصبية وعدة آلاف خليه أخرى بحجم أكبر.